# El niño y el ciego
El niño y el ciego (en francés Le Garçon et l'Aveugle) es un corto texto literario y obra teatral del siglo XIII escrito en la ciudad de Tournai y compuesto por 265 versos de ocho y seis sílabas. Su estructura según Concepción Palacios Bernal  "... en un tipo de estrofa muy frecuente en la época en el que la estructura versal responde al triple esquema: a b a b b c c b / d b d b b e e b // f b f b b g g b, en donde b presenta la rima común al conjunto" Un método que ayudaba a los actores a recordar mejor las líneas.
El autor de la historia permanece en el anonimato. La lengua original en que está escrita es el picardo, dialecto de la ciudad de Flandes. Es considerada la obra más antigua en Francia y, conforme a las artes dramáticas, es catalogada como farsa en las clasificaciones del teatro profano medieval. A continuación, un ejemplo de su profanidad: 

LI GARÇONS
Hé! Par le trau sainte Souffie,
sire, se de nient poons vivre,
nous serons anquenuit tout ivre:
voiés con cascuns nous aporte!
Par le cul bieu, ne huis ne porte
ne vi encore anuit ouvir;
chi porriemes de faim morir
ains que nus riens nous aportast. 

EL MOZO
¡Eh! ¡por el agujero de Santa Sofía!
si podemos vivir del aire,
esta noche estaremos completamente borrachos:
¡mirad todo lo que nos están dando!
Por el culo de Dios, ni una sola puerta
he visto todavía abrirse;
aquí podríamos morir de hambre
antes de que alguien nos trajese algo.

Según Jean Dufournet, esta obra deja ver los recursos literarios de la época en cuanto a la comedia por su uso de las palabras con doble sentido; usa nombres de ciudades o nombres de personas comunes para realizar chistes por ejemplo de contenido erótico. En cuanto a lo actoral, supone sencillos pero funcionales métodos cómicos para el espectáculo, "Les personnages devaient susciter le rire dès leur entrée en scène [...] L'aveugle, vêtu de haillons, poussait des gémissements, grimaçait, titubait, marchait à tâtons en exagérant son infirmité; le garçon devait faire autour de son compagnon toutes sortes de cabrioles, force pieds de nez et grimaces" ("Los personajes tenían que provocar la risa nada más subir al escenario [...]  El ciego, vestido con harapos, gemía, hacía muecas, se tambaleaba, andaba a tientas, exagerando su debilidad; el chico debe haber estado haciendo todo tipo de payasadas alrededor de su compañero, desaires enérgicos y muecas")
Dufournet también analiza la profundidad de la obra, las implicaciones de esta, sus motivos, sus metáforas respecto a una sociedad que padecía ceguera tanto espiritual como fisiológica (la dificultad de un ser humano con miopía en la Edad Media, era casi como estar ciego ante la escasez de avance tecnológico), la mendicidad, la compasión, la burla, estafa y varios aspectos más.

## Argumento
Un hombre ciego es un mendigo y canta a cambio de monedas. Para lograr una eficaz recolección, contrata a un niño quien se encargará de aquella labor y se volverá su lazarillo. Sin embargo, el hombre es un estafador con dos casas y una amante, y además no quiere pagarle su parte al niño, escondiéndose la bolsa de monedas. Pero el niño también resulta ser ingenioso, pues haciéndose pasar por alguien más, engaña al hombre (anunciándose previamente al público) para robarlo y después golpearlo e irse triunfante con el dinero y las pertenencias.

## Influencia y representación teatral
Dada la sencillez de la obra en cuanto a puesta en escena, cantidad de actores y poca extensión, su ejecución era realizada rápidamente. Por esto es muy posible que haya sido encarnada por varios juglares pasajeros buscando divertir a la gente de varios pueblos en diferentes ferias o festividades. 
Este texto es muy similar con el primer capítulo de la novela La vida de Lazarillo de Tormes del año 1554. Por lo tanto, El niño y el ciego pudo haber influenciado dicha obra, o ambas se inspiraron en cuentos populares de la época. 
En cuanto a representaciones o influencia en otras expresiones artísticas, no se ha encontrado registro formal, bien sea música, pinturas, cine, etc. Solo hay pocos registros de interpretaciones callejeras o de poca magnitud como el registro en el blog de Michel Guilbert.

## Ediciones
Las ediciones modernas de Le Garçon et l'Aveugle (no hay ediciones en idioma español) son principalmente tres: 
- Le Garçon et l'Aveugle. Jeu du XIIIe siècle, texte traduit, présenté et commenté par Jean Dufournet. Paris, 2005.
- Le Garçon et l'Aveugle. Jeu du XIIIe siècle, texte commenté par Mario Roques. París, 1921.
- Le garçon et l'aveugle (French Edition). Anonyme. ed.  Les Editions de Londres, 2014.